# 西信貴鋼索線
西信貴鋼索線（日语：／ Nishishigikōsaku Sen */?）是近畿日本鐵道擁有的纜索鐵路路線之一。路線也被稱為西信貴纜車。

## 概要
鐵路線從大阪府一側前往信貴山朝護孫子寺的路線一部分。曾經鐵路線東邊設有東信貴鋼索線，連接信貴山和信貴山下站，在停運後由奈良交通巴士路線替代。
如欲前往信貴山朝護孫子寺，可於山上的高安山站轉乘近鐵巴士路線。在1944年前，曾經設有「山上鐵道線」（信貴山急行電鐵），使用在平坦路段專用的電動列車行走。後來山上線的遺址改為道路，巴士路線在該道路上行走。該道路現在成為信貴生駒Skyline的一部分。
纜索鐵路共有2處平交道。在全日本可讓一般人士橫過的纜索鐵路平交道中，除了此路線外只有生駒鋼索線。
另外在車費方面，特殊車費適用於鋼索線中。鋼索線的車票不是磁式車票。路線中沒有自動閘機。以前在自動售票機中可使用Pearl Card，現在已經不能使用。路線內也沒有引入Surutto KANSAI，因此在信貴山口站纜索鐵路乘車處入口會有告示板提醒Surutto KANSAI的乘客需要在此站先結算車費。另外，Surutto KANSAI的3Day、2Day車票乘車時只需展示車票。在2015年8月1日起，路線可使用PiTaPa或ICOCA等IC卡乘車。

### 路線資料
- 路線距離（營業距離）：1.3公里
- 路線距離（水平距離）：1263米
- 行走方式：單線鐵路2輛列車互相行走
- 軌距：1067毫米
- 車站數目：2個（包括起終點站）
- 路線兩端高低差：354米
- 最大坡度：480‰（約25°38′）
- 最小坡度：169.5‰（約9°37′）

全線由大阪統括部管轄。

## 運行形態
截至2020年3月，除了首班車和尾班車時段後，每40分鐘一班列車。行走時間約7分鐘。服務時間為每日早上9時時段至下午5時時段。
在2010年3月19日時間表變更前，日間每30分鐘一班。在2013年3月17日時間表修正起，服務時間縮短至早上7時時段至下午6時時段。
在2013年以前的服務時間中，平日為早上6時時段至晚上10時時段。星期六及假日為早上7時時段至晚上9時時段。星期六及假日時間表是把平日時間表的首2班和最尾2班列車刪除，其餘時間，平日時間表與星期六及假日的時間表基本上無差異。
上述提及由於此路線是信貴山朝護孫子寺西邊路線的一部分。毎年於除夕至元旦當晚，與信貴線會設有通宵服務。在最近的通宵服務安排中，大約每30分鐘一班，共配合信貴線的時間表。
在高安山可轉乘近鐵巴士信貴山上線前往信貴山（信貴山門）。曾經所有列車均可轉乘巴士路線。但是在2010年3月時間表修正後，巴士服務時間縮短至早上8時至下午6時左右。而鋼索線在2013年3月時間表修正中，也縮短服務時間。除了早上1班列車班次外，其餘班次均可轉乘巴士。另外，在實施通宵服務時，巴士也會提供服務。

## 使用車輛

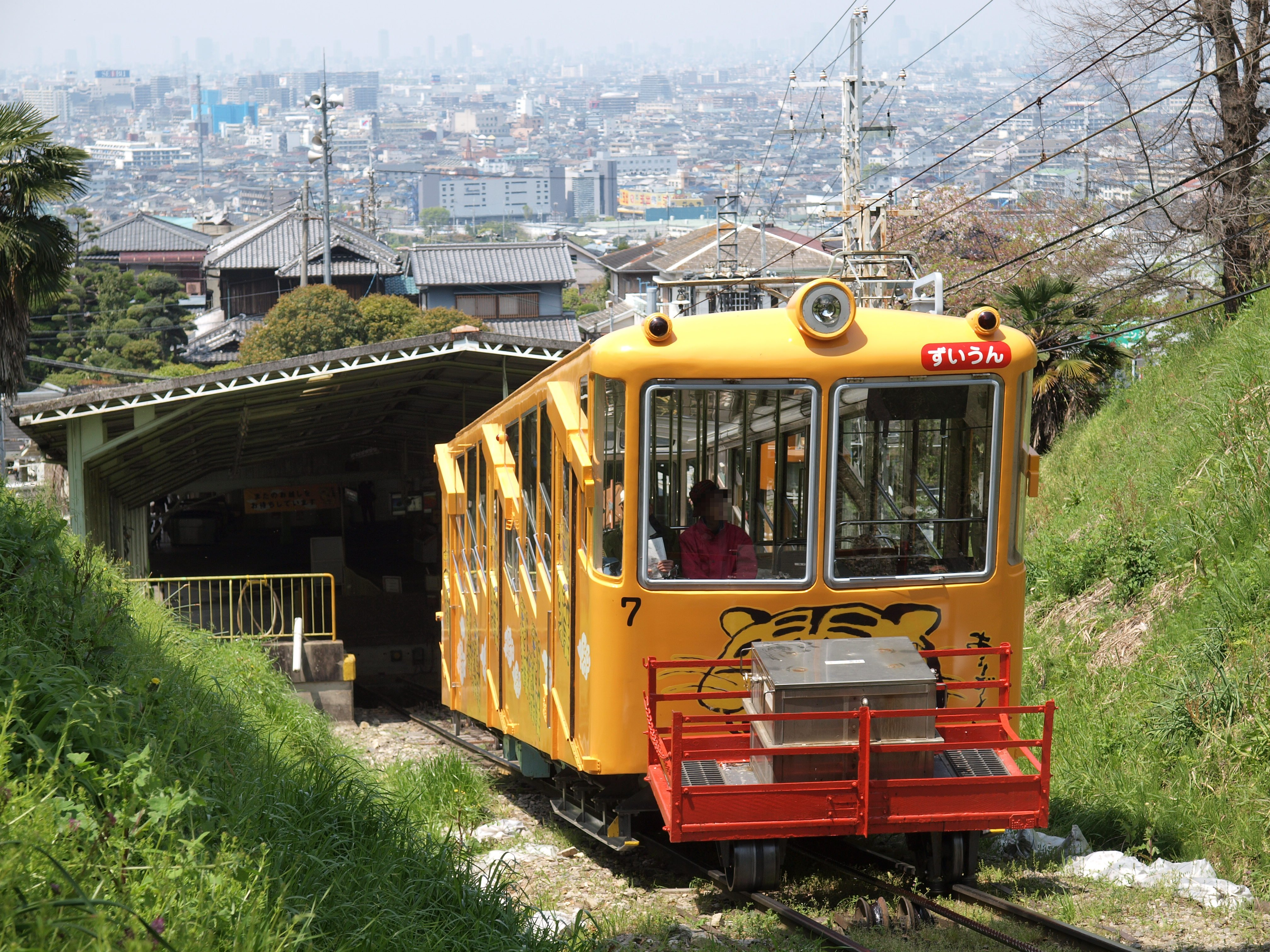
Ko7形「瑞雲」和KoNi7形貨車
（2010年4月）

現時路線上有2架Ko7形列車。該兩架列車在1957年重開時由日立製作所製造。車輛設有愛稱「瑞雲」和「祥雲」。車輛編號是在落成當時繼生駒鋼索線繼續順序編排。「瑞雲」是7號，「祥雲」是8號。車身塗上了信貴山之守護神老虎。
另外，Ko7形會搭配一架KoNi7形的貨運車輛，可負載1公噸的貨物。與生駒鋼索線車輛不同，西信貴鋼索線的貨運車輛有車輛編號。路線上有KoNo7形，車輛編號分別是KoNo7和KoNi8共2輛貨運車輛。車身顏色方面，KoNi7是紅色，KoNi8是藍色。KoNi7形主要運載的貨物為水，以供應高安山站廁所的水源。
在2009年11月26日至12月18日之間，為了準備翌年2010年的虎年，上述時間平日整日暫停服務，以便進行車身補修工程，車身塗裝也變更了。

## 平交道
- 信貴山口第1號平交道（第1種甲，行人專用）
- 信貴山口第2號平交道（第3種，行人專用）

## 歷史
- 1930年（昭和5年）12月15日：信貴山電鐵（日语：信貴山急行電鉄）鋼索線 信貴山口站至高安山站之間，山上鐵道線 高安山站至信貴山門站之間開業[6][7]。
- 1931年（昭和6年）10月29日：信貴山電鐵改名為信貴山急行電鐵（日语：信貴山急行電鉄）[8][9]。
- 1938年（昭和13年）8月1日 路線委托大阪電氣軌道運營[10]。鋼索線改名為信急鋼索線，山上鐵道線改名為信急平坦線，兩線總稱信急線[11]。
- 1944年（昭和19年）
  - 1月7日：信急鋼索線和信急平坦線均被指定為不要不急線，因而暫停服務[10]，同時提供了物資。
  - 4月1日：近鐵的前身關西急行鐵道，在暫停鐵路事業時期與信貴山急行電鐵合併[10]。
- 1957年（昭和32年）
  - 3月12日：信急平坦線廢止[12]（由巴士替代服務[13]）。
  - 3月21日：信急鋼索線重開，並改名為信貴鋼索線[12][13]。
- 1964年（昭和39年）10月1日：信貴生駒電鐵（日语：信貴生駒電鉄）合併至近鐵。同時該公司的纜索鐵路改名為近鐵東信貴鋼索線（日语：近鉄東信貴鋼索線），此路線名稱改為西信貴鋼索線。

## 車站列表
所有車站都位於大阪府八尾市內。
| 車站 編號 | 中文站名 | 日文站名 | 英文站名      | 營業距離 | 接續路線                    |
| --------- | -------- | -------- | ------------- | -------- | --------------------------- |
| Z14       | 信貴山口 | 信貴山口 | Shigisanguchi | 0.0      | 近畿日本鐵道： 信貴線 (J14) |
| Z15       | 高安山   | 高安山   | Takayasuyama  | 1.3      | 近鐵巴士                    |

## 注腳